# Tiliqua rugosa

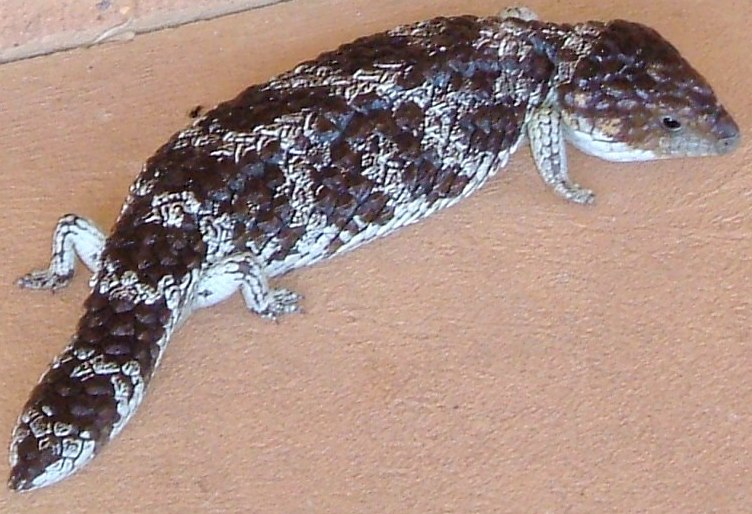
T. r. rugosa

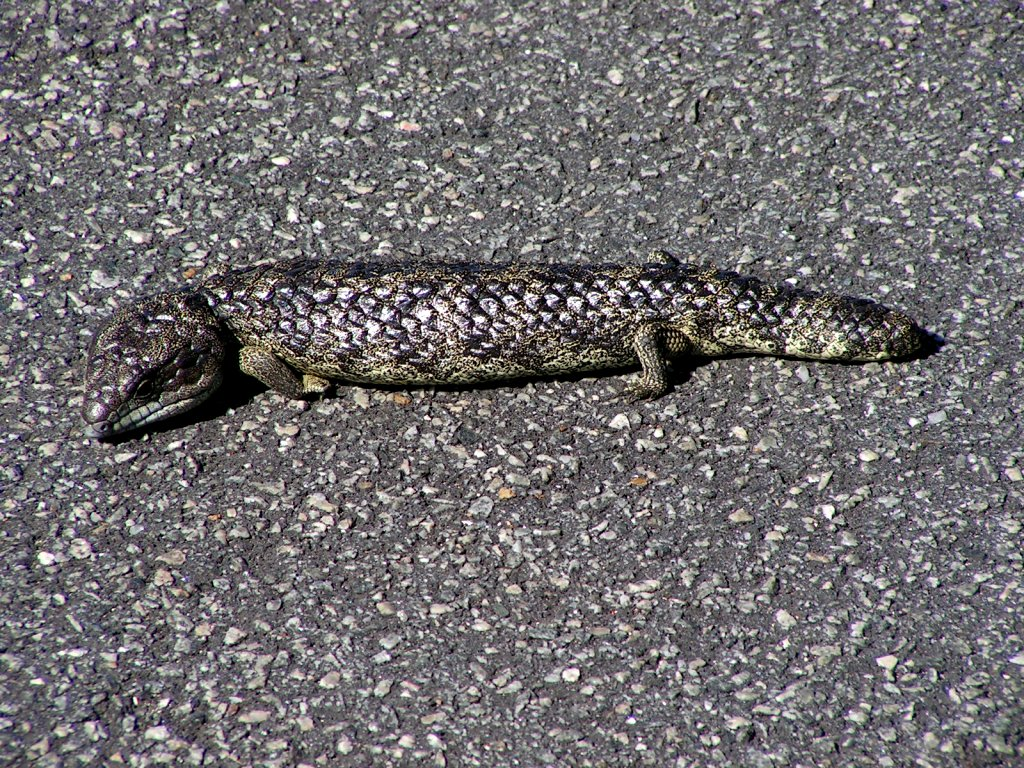
T. r. konowi

Tiliqua rugosa là một loài thằn lằn bóng đuôi ngắn trong chi Tiliqua sinh sống tại Úc. Ba trong số bốn phân loài chỉ được tìm thấy ở Tây và Nam Úc, nơi chúng thường được gọi chung là bobtail. Tên shingleback cũng được dùng, đặc biệt là cho T. rugosa asper, phân loài duy nhất ở miền đông Úc.
Ngoài bobtail và shingleback, chúng còn có một số tên khác, gồm stump-tailed skink, bogeye, pinecone lizard và sleepy lizard.
Chúng thường nhỏ, di chuyển nhanh và có màu nâu. Đặc biệt, lưỡi chúng thường có màu xanh dương đậm, khoang miệng có màu hồng sáng. Chúng thường lớn hơn các loại thằn lằn sinh sống tại Hoa Kỳ.
Chúng có một chế độ ăn đa dạng, bao gồm côn trùng và các loại động vật nhỏ, đa số chúng ăn thực vật.
Chúng thường là mục tiêu của các loài săn mồi như nhưng loài chim lớn trong quá khứ, và giờ đây là các loại rắn. Một vài trường hợp, chúng bị giết bởi ô tô khi cố đi qua đường quốc lộ.
Theo nghiên cứu, thằn lằn loại này thường di chuyển rất chậm và có thể di chuyển một đoạn đường dài. Chúng thường sử dụng bầu trời như là định hướng cho hướng đi của mình.
Chúng thường ở theo từng cặp đôi, trong nhiều năm dài cả trước và sau khi chúng sinh sản. Chúng ở vậy để bảo vệ con sau này mặc dù thằn lằn con và bố mẹ chúng thường có ít tương tác với nhau. Và thường thì ở loài này, con cái sẽ có xu hướng ở xung quanh các con đực để được bảo vệ khỏi nguy hiểm rình rập. 

## Phân loại
John Edward Gray mô tả loài năm 1825 dưới tên Trachydosaurus rugosus. Sau đó, nó được tái phân loại là Tiliqua rugosa. Vài nhà bò sát học cho rằng loài này có nhiều tên thông thường hơn bất kỳ loài thằn lằn nào khác.